# Who Wouldn’t Wanna Be Me
«Who Wouldn’t Wanna Be Me» — песня в стиле кантри, записанная австралийским исполнителем кантри-музыки Китом Урбаном.
Это третий сингл из его студийного альбома «Golden Road» 2002 года. Песня стала его третьим хитом № 1 среди песен-кантри в 2003 году.
Хотя песня и стала популярной в США, но в его родной Австралии она не так популярна и известна, возможно потому что стиль и содержание песни специфично американский (в том числе содержатся ссылки на Джорджию и штат Теннесси).

## Позиции в чартах
| Чарт 2003 года                    | Наивысшая позиция |
| --------------------------------- | ----------------- |
| США (Billboard Hot 100)           | 30                |
| США (Billboard Hot Country Songs) | 1                 |